# Pedra rúnica
Una pedra rúnica és una pedra o estela amb inscripcions rúniques. Van ser aixecades als països escandinaus entre el 200 i el 1100 dC i són particularment nombroses a Suècia, on n'hi ha més de 3.430. La suma total en tot el món és d'unes 6.000.

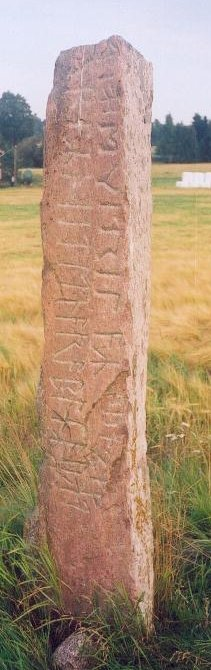
La Pedra de Järsberg, antiga pedra rúnica de Suècia.
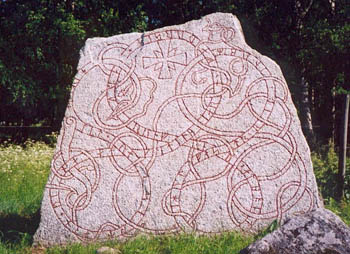
La Pedra de Vaksala, pedra cristiana d'Uppland (Suècia).
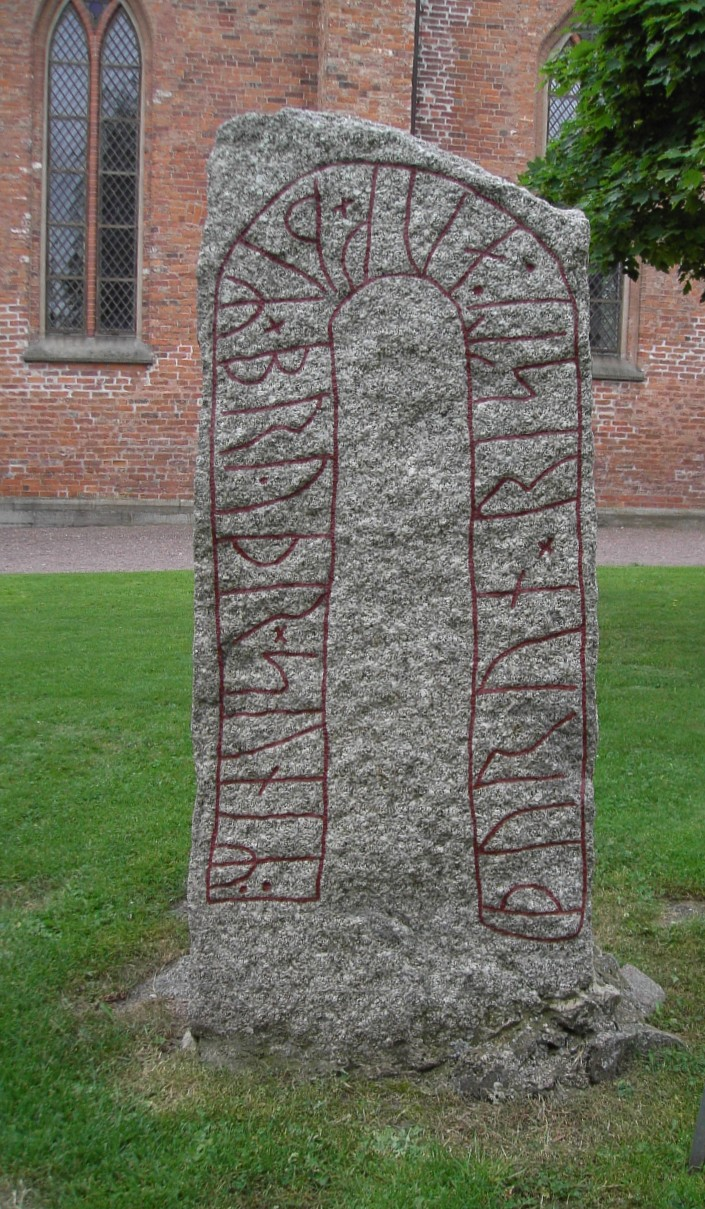
Una pedra rúnica del segle xi a Skänninge (Suècia).

## Algunes pedres rúniques cèlebres
- Pedra de Rök
- Esteles de Hedeby
- Pedres de Jelling
- Pedra rúnica de Kensington